# جويل ليندبر
جويل ليندبر (Joel Lindpere) (مواليد 5 أكتوبر 1981)، هو لاعب كرة قدم كان يلعب كلاعب وسط. يلعب مع منتخب إستونيا لكرة القدم منذ عام 1999.

## وصلات خارجية
- جويل ليندبر على موقع الاتحاد الدولي (مؤرشف)  (الإنجليزية)
- جويل ليندبر على موقع الاتحاد الأوربي (الإنجليزية)
- جويل ليندبر على موقع اتحاد إستونيا (الإنجليزية)
- جويل ليندبر على موقع الدوري الأمريكي (الإنجليزية)
- جويل ليندبر على موقع قاعدة بيانات كرة القدم.إي يو (الإنجليزية)
- جويل ليندبر على موقع ناشيونال فوتبول تيمز (الإنجليزية)
- جويل ليندبر على موقع Soccerway.com (الإنجليزية)
- جويل ليندبر على موقع عالم كرة القدم.نت (الإنجليزية)